# Ivan Leventić
Ivan Leventić (Drinovci, 21. rujna 1970.), hrvatski šahist i velemajstor.
Na hrvatskoj je nacionalnoj ljestvici od 1. ožujka 2012. godine dvadeset i četvrti po rezultatima, s 2416 bodova.
Po statistikama FIDE sa službenih internetskih stranica od 12. travnja 2012., 908. je igrač na ljestvici aktivnih šahista u Europi a 1150. na svijetu.
Naslov međunarodnog majstora 1992. godine.
2005. je godine stekao velemajstorski naslov.